# Pansarvärnspjäs 1110

Pansarvärnspjäs 1110 (Pvpj 1110) je švédské 90mm bezzákluzové dělo, známé také jako Pv-1110. Do služby ve Švédské armádě vstoupilo začátkem 60. let. Vyřazeno bylo v pozdních 90. letech 20. století, poté, co vzniklo 1 600 kusů. Přibližně 300 zbraní bylo předáno ozbrojeným silám Estonska, Lotyšska a Litvy.
Pvpj 1100 bylo obvykle taženo nebo instalováno na vozidle Volvo Pansarvärnspjästerrängbil 9031. Od konce 70. let bylo také montováno na transportéru Terrängbil 11 nebo pásovém Bandvagn 2062.
Pro nasazení v arktických podmínkách mohlo být také vezeno na pulce tažené dvěma lyžaři. 
Pvpj 1110 je vybaveno optickým zaměřovačem a jako záložní užívá mechanická mířidla. Používá také modifikovanou pušku Ag m/42 jako zastřelovací zbraň pod označením Inskjutningsgevär 5110.
Typ byl používán irskou armádou v tažené podobně a experimentálně také namontován na podvozek tanku Comet místo věže.

## Munice
Pvpj1110 je určen pro střelbu kumulativních střel se stopovkou. Švédské označení pro ně je spårljuspansarspränggranat (slpsgr).
Užívané střelivo se skládá z projektilu vloženého do mosazné nábojnice patronhylsa m/59. Stejné projektily, ale s odlišnou nábojnicí, byly použity i v hlavní výzbroji vozidla Infanterikanonvagn 91. 
- Spårljuspansarspränggranat m/62, kumulativní granát o hmotnosti 10,7 kg s průbojností 380 mm válcovaného homogenního pancíře (RHA)
- Spårljusövningsgranat m/62, 10,7kg cvičný náboj se stopovkou
- Spårljuspansarspränggranat m/77, 11,2kg kumulativní granát s průbojností 500 mm RHA
- Spårljuspansarspränggranat m/84, 10kg kumulativní granát s průbojností 800 mm RHA

## Uživatelé
- Dominikánská republika
- Estonsko – Kaitseliit
- Irsko – Irská armáda (dříve)
- Litva – Litevské dobrovolné národní obranné síly
- Lotyšsko – Lotyšské národní gardy
- Švédsko – Švédská armáda (vyřazeno ze služby, ale skladováno pro případ potřeby)
- Ukrajina – Ozbrojené síly Ukrajiny[2]